# Onomasticon
Een onomasticon is een woordenboek of woordenlijst van eigennamen of plaatsnamen. 
Een van de bekendste is het Onomasticon van Eusebius Pamphili, ook bekend als Eusebius van Caesarea. Eusebius van Caesarea leefde in de vierde eeuw na Christus en wordt de "Vader van de Kerkgeschiedenis" genoemd. Tien delen had hij nodig om de geschiedenis van de kerk vanaf het begin van het Nieuwe Testament tot aan het Concilie van Nicea vast te leggen. De titel van zijn Onomasticon (althans van de Griekse versie) is: "Betreffende de plaatsnamen in de Heilige Schrift". Het is een woordenboek van plaatsen die in de Bijbel voorkomen en in het Heilige Land liggen.
Een ander Onomasticon is dat van Julius Pollux. Zie Onomasticon (Julius Pollux).
Een Onomasticon hoeft echter niet over reële plaatsen of persoonsnamen te gaan. Op het internet is ook het Buffyverse Onomasticon te vinden. Een lijst met namen van personen uit de serie Buffy the Vampire Slayer met soms een korte duiding van de naam.